# Costa Favolosa
Die Costa Favolosa ist ein Kreuzfahrtschiff der Reederei Costa Crociere. Sie gehört zur Concordia-Klasse.

## Geschichte
Das Schiff wurde im Oktober 2007 bestellt.
Am 6. August 2010 wurde der „technische Stapellauf“ der Costa Favolosa vollzogen. In Anwesenheit des Präsidenten von Costa Crociere Gianni Onorato und des Geschäftsführers der Marghera-Werft Attilio Dapelo wurde von der Patin Beatrice Siri (einer Mitarbeiterin von Costa Crociere) eine Münze an der Stelle eingeschweißt, wo bei Segelschiffen der Hauptmast war. Nach der Segnung wurde das Trockendock geflutet und die Costa Favolosa anschließend ausgedockt.
Die Taufe fand am 2. Juli 2011 im Hafen Triest statt. Danach brach die Costa Favolosa am 4. Juli zu ihrer ersten Kreuzfahrt von Venedig nach Dubrovnik auf.

## Namensgebung
Für die Namensgebung des Schiffs wurde ein Wettbewerb unter Reisebüros und deren Kunden veranstaltet, die 25 häufigsten Namen wurden auf der Webseite von Costa Crociere präsentiert. 42.000 Besucher der Webseite haben den Namen Favolosa („Die Märchenhafte“ italienisch Favola „Märchen“, favoloso „märchenhaft, fabelhaft“) gewählt.

## Kabinen und Bordeinrichtungen
Die Costa Favolosa verfügt über 13 Gästedecks mit insgesamt 1508 Kabinen sowie 5 Restaurants und 13 Bars. Die Decks sind nach Bauwerken benannt und beeinflussen die jeweilige Inneneinrichtung. Das Schiff verfügt über ein 6000 Quadratmeter großes Spa. Anfänglich gab es einen Grand-Prix Rennwagen-Simulator, welcher mittlerweile durch eine Bar ersetzt wurde. Weitere Besonderheiten sind die Wasserrutsche und das Pooldeck mit ausfahrbarem Glasdach und Kinoleinwand.
Auf den Freidecks befinden sich mehrere Pools und Whirlpools sowie ein Joggingparcours, Tennis- und Basketballfeld.

## Technik
Die Costa Favolosa verfügt über ein Landstromversorgungssystem für Schiffe für die Dauer des Aufenthalts im Hafen. Somit können im Hafen die Maschinen abgestellt werden, was den Schadstoffausstoß reduziert. 